# Svatopluk Sedláček
Svatopluk Sedláček (18. června 1920 – ???) byl český a československý politik Komunistické strany Československa a poúnorový poslanec Národního shromáždění ČSR, Národního shromáždění ČSSR a Sněmovny lidu Federálního shromáždění.

## Biografie
Ve volbách roku 1954 byl zvolen za KSČ do Národního shromáždění ve volebním obvodu Gottwaldov-okres. Mandát obhájil ve volbách v roce 1960 (nyní již jako poslanec Národního shromáždění ČSSR za Jihomoravský kraj) a ve volbách v roce 1964. V Národním shromáždění zasedal až do konce jeho funkčního období v roce 1968.
K roku 1954 se profesně uvádí jako strojní zámečník podniku Svit Otrokovice.
Po federalizaci Československa usedl roku 1969 do Sněmovny lidu Federálního shromáždění (volební obvod Otrokovice), kde setrval do konce volebního období, tedy do voleb v roce 1971. K roku 1968 se profesně uvádí jako soustružník kovů.